# Triplignatha adriatica
Triplignatha adriatica är en djurart som tillhör fylumet käkmaskar, och som beskrevs av Wolfgang Sterrer 1991. Triplignatha adriatica ingår i släktet Triplignatha och familjen Austrognathiidae. Inga underarter finns listade i Catalogue of Life.